# Dolichancistrus
Dolichancistrus – rodzaj słodkowodnych ryb sumokształtnych z rodziny zbrojnikowatych (Loricariidae). Spotykane w hodowlach akwariowych. Zaliczane do glonojadów.

## Zasięg występowania
Ameryka Południowa: Kolumbia i Wenezuela.

## Klasyfikacja
Gatunki zaliczane do tego rodzaju:
- Dolichancistrus atratoensis
- Dolichancistrus carnegiei
- Dolichancistrus cobrensis
- Dolichancistrus fuesslii

Gatunkiem typowym jest Pseudancistrus pediculatus (=D. fuesslii).